# Thelotrema californicum
Thelotrema californicum är en lavart som beskrevs av Tuck. 1877. Thelotrema californicum ingår i släktet Thelotrema och familjen Thelotremataceae.   Inga underarter finns listade i Catalogue of Life.